# Большой год
«Большой год» (англ. The Big Year) — американская комедия. Мировая премьера — 14 октября 2011 года, премьера в России — 15 марта 2012 года.
Сценарий фильма создан по мотивам одноимённого романа Марка Обмачика (см «Большой год»), который, в свою очередь, основан на реальных событиях.

## Сюжет
Стю Присслер, Кенни Бостик и Брэд Харрис (от его лица рассказывается история) трое известных любителей наблюдения за птицами (birders — «птичники»). Все трое решили (по независимым причинам) провести так называемый «большой год», то есть принять участие в неформальном соревновании продолжительностью в 365 дней. Победит тот, кто увидит или услышит в естественной среде наибольшее количество видов птиц. Особо почётно наблюдать птиц, которых очень сложно встретить в Северной Америке, таких как полярная сова.
Стю Присслер — глава крупной корпорации, которому пора на пенсию, но которому светит большая сделка. Кенни Бостика ревнует к орнитологии жена, и брак давно дал трещину. Брэда Харриса жена уже бросила, и он ненавидит свою работу. Не обращая внимания на личную жизнь, все трое со страстью включаются в соревнование, требующее полного самоотречения. Соперничество — аллегория их проблем. Они пересекают несколько раз американский континент от края до края, посещая глухие уголки вроде края Алеутского архипелага, в поисках редких пернатых экземпляров. Ближе к концу марафона Присслер и Харрис, понимая, что проигрывают Бостику, решают объединить усилия. Харрис небогат и у него на шее престарелые родители, так что помощь оказывается кстати, ведь из-за соревнования он практически разорился.
Даже объединившись, соперники не смогли превзойти Бостика. С мировым рекордом в 755 птиц Кенни Бостик выигрывает «большой год». Харрис не в обиде. В ходе соревнования он и Стю стали близкими друзьями и, кроме того, он познакомился с замечательной девушкой Элли.

## В ролях
- Стив Мартин — Стю Присслер
- Джек Блэк — Брэд Харрис
- Оуэн Уилсон — Кенни Бостик
- Розамунд Пайк — Джессика
- Рашида Джонс — Элли
- ДжоБет Уильямс — Эдит
- Брайан Деннехи — Раймонд Харрис
- Дайан Уист — Бренда Харрис
- Анжелика Хьюстон — Энни Оклет
- Джим Парсонс — Крэйн
- Энтони Андерсон — Билл Клеменс
- Тим Блейк Нельсон — Фил
- Джоэл Макхейл — Барри Лумис
- Кевин Поллак — Джим Гиттельсон
- Калум Уорти — Колин Дебс
- Вина Суд — сестра Кэти
- Корбин Бернсен — Гил Гордон
- Стейси Скоули — Вики
- Джесс Мосс — Джек Лусас
- Барри Шабака Хенли — доктор Нил Крэмер
- Ал Рокер — ведущий прогноза погоды

## Восприятие
Фильм получил смешанные отзывы критиков. The Hollywood Reporter называет его «гениальным, забавным и несколько непостижимым» фильмом. Pittsburgh Post-Gazette назвала его «нежной, легкомысленной комедией» о «людях, пытающихся быть лучшими, следующих за своими мечтами и наслаждающихся чудом птиц». На Rotten Tomatoes у фильма 42 % рейтинга на основе 103 отзывов, средняя оценка 5,1/10. Консенсус критиков гласит: «Хотя „Большой год“ снят с заботой и любовью к своим героям, он идет вяло, редко достигая комедийных высот».